# Villanueva de Guadamajud
Villanueva de Guadamajud är en ort i Spanien.   Den ligger i provinsen Provincia de Cuenca och regionen Kastilien-La Mancha, i den centrala delen av landet, 100 km öster om huvudstaden Madrid. Villanueva de Guadamajud ligger 815 meter över havet och antalet invånare är 110.
Terrängen runt Villanueva de Guadamajud är kuperad åt sydväst, men åt nordost är den platt. Villanueva de Guadamajud ligger nere i en dal.  Trakten runt Villanueva de Guadamajud är nära nog obefolkad, med mindre än två invånare per kvadratkilometer. Närmaste större samhälle är Huete, 18,0 km sydväst om Villanueva de Guadamajud. Trakten runt Villanueva de Guadamajud består till största delen av jordbruksmark.